# Ramekin

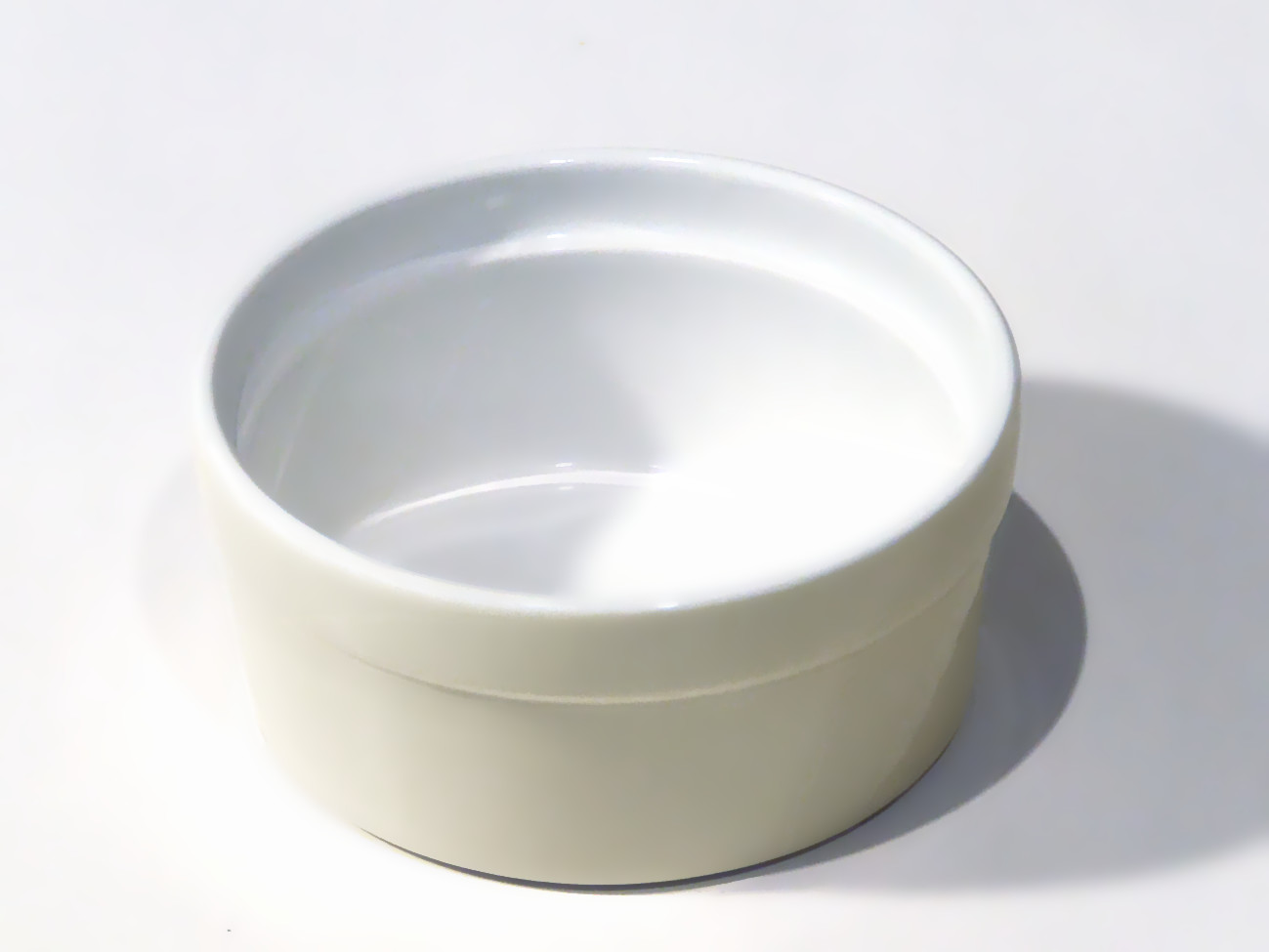
Exempel på en ramekin.

Ramekin, kokott eller suffleskål är en liten ugnfast form eller skål, ofta glaserad. Den rymmer typiskt 100 - 200 ml. Ramekiner används för servering (och tillagning) av till exempel crème brûlée eller sufflé.